# غونزالو كيروغا
غونزالو كيروغا (25 فبراير 1993 في الأرجنتين - ) (بالإسبانية: Gonzalo Quiroga)‏ هو لاعب كرة طائرة الأرجنتين في مركز ضارب خارجي ‏. لعب مع GKS Katowice (volleyball) ‏.

## وصلات خارجية
- غونزالو كيروغا على موقع عالم الكرة الطائرة (الإنجليزية)
- غونزالو كيروغا على موقع دوري الدرجة الأولى الإيطالي للكرة الطائرة - رجال (الإيطالية)
- غونزالو كيروغا على موقع أوليمبيديا (الإنجليزية)